# 도다 요시노리
도다 요시노리(일본어: 戸田 善紀, 1945년 7월 27일 ~ )는 일본의 전 프로 야구 선수이다. 오사카부 오사카시 출신이며 현역 시절 포지션은 투수였다.

## 인물
PL가쿠엔 고등학교에서는 2학년 때 대기 투수로서 1962년 하계 고시엔 대회(제44회 전국 고등학교 야구 선수권 대회)에 출전했는데 2차전에서는 선발로 기용됐지만 니혼 대학 제3 고등학교(도쿄도)에게서 패했다. 이듬해 1963년 춘계 선발 대회(제35회 선발 고등학교 야구 대회)에 에이스로 출전해 1차전 상대인 슈리 고등학교(오키나와현)전에서 21탈삼진을 기록했다. 이 기록은 현재까지도 선발 고등학교 야구 대회의 역대 최다 기록이다. 또한 이 대회의 2차전에서 홋카이 고등학교의 요시자와 마사루와 투수전을 펼쳤지만 역전패를 당했다. 같은 해 하계 오사카부 예선 준결승에서 나미쇼 고등학교의 에이스 다카다 시게루와 투수전을 벌인 끝에 승리했지만 결승전에서 와다 도루가 소속된 메이세이 고등학교한테 패했다. 메이세이 고등학교는 그해 고시엔 대회에서 우승을 차지했다. 고교 동기생으로는 4번 타자 겸 1루수였던 나카쓰카 마사유키가 있다.
1963년 한큐 브레이브스에 입단하여 초기에는 2군 생활이 길었지만, 프로 7년차인 1969년에 프로 데뷔 첫 승을 거두었다. 그 후에도 중간 계투로 경험을 쌓았고 1973년부터는 팀내 선발진에 합류했다. 1975년에는 처음으로 두 자릿수 승리를 기록함과 동시에 팀의 리그 우승을 이끌었고 히로시마 도요 카프와 맞붙은 일본 시리즈 6차전(최종전)에서 승리 투수가 되며 팀의 일본 시리즈 우승에도 기여했다. 이듬해 1976년 5월 11일 난카이 호크스전에서 일본 프로 야구 역대 52번째의 노히트 노런을 달성했다. 이 해에도 시즌 12승을 기록했고 팀은 일본 시리즈 2연패를 달성했다.
1976년 시즌 종료 후 오이시 야타로, 모리모토 기요시, 고마쓰 겐지와 함께 이나바 미쓰오, 오스미 마사토, 시마타니 긴지와의 맞트레이드로 주니치 드래건스로 이적했다. 이 대형 트레이드는 한큐 입단조가 비약적으로 맹활약했기 때문에 주니치 입단조를 둘러싼 비난도 있었지만 그 중에서도 도다는 가장 오래도록 선발 투수로서 눈부신 활약을 보여줬다. 1980년에는 시즌 7승을 기록하여 주니치에 트레이드된 이후 처음으로 최고 성적을 남겼지만 두 자릿수 승리에는 역부족이었다. 1982년을 끝으로 현역에서 은퇴했다.
은퇴 후에는 아이치현 나고야시에서 불고기집을 운영하고 있다.

## 에피소드
- 오 사다하루가 현역 은퇴를 결심한 순간에 대해 “그 해(1980년) 고라쿠엔 구장에서 열린 주니치와의 경기에서 선발한 도다의 공이 대단히 빨라 보였다. 예전의 자신이라면 때릴 수 있을 공이 때릴 수 없게 됐으므로 ‘아, 나도 이제 끝이구나…’라고 생각했다”[5]라고 말했다.
- 은퇴 후 운영하고 있는 불고기집에서는 희극 배우 츠부야키 시로가 아이치 가쿠인 대학 재학 시절에 아르바이트를 한 적이 있다.

## 상세 정보

### 출신 학교
- PL가쿠엔 고등학교

### 선수 경력
- 한큐 브레이브스(1963년 ~ 1976년)
- 주니치 드래건스(1977년 ~ 1982년)

### 개인 기록

#### 첫 기록
- 첫 승리 : 1969년 8월 9일, 대 니시테쓰 라이온스 16차전(헤이와다이 야구장)

#### 기타
- 노히트 노런 : 1회(1976년 5월 11일, 대 난카이 호크스 4차전, 오사카 구장) ※역대 52번째
- 올스타전 출장 : 1회(1976년)

### 등번호
- 72(1963년)
- 11(1964년 ~ 1976년)
- 18(1977년 ~ 1982년)

### 연도별 투수 성적
| 연 도       | 소 속       | 등 판 | 선 발 | 완 투 | 완 봉 | 무 4 구 | 승 리 | 패 전 | 세 이 브 | 홀 드 | 승 률 | 타 자 | 이 닝  | 피 안 타 | 피 홈 런 | 볼 넷 | 고 4 | 몸 맞 | 탈 삼 진 | 폭 투 | 보 크 | 실 점 | 자 책 점 | 평 자 책 | W H I P |
| ----------- | ----------- | ----- | ----- | ----- | ----- | ------- | ----- | ----- | -------- | ----- | ----- | ----- | ------ | -------- | -------- | ----- | ---- | ----- | -------- | ----- | ----- | ----- | -------- | -------- | ------- |
| 1964년      | 한큐        | 8     | 2     | 0     | 0     | 0       | 0     | 2     | --       | --    | .000  | 57    | 13.0   | 16       | 2        | 4     | 0    | 0     | 15       | 0     | 0     | 9     | 8        | 5.54     | 1.54    |
| 1965년      | 한큐        | 1     | 0     | 0     | 0     | 0       | 0     | 0     | --       | --    | ----  | 7     | 1.0    | 3        | 1        | 1     | 0    | 0     | 1        | 0     | 0     | 4     | 4        | 36.00    | 4.00    |
| 1966년      | 한큐        | 2     | 1     | 0     | 0     | 0       | 0     | 1     | --       | --    | .000  | 14    | 3.1    | 3        | 0        | 2     | 0    | 0     | 1        | 0     | 0     | 2     | 2        | 6.00     | 1.50    |
| 1968년      | 한큐        | 2     | 0     | 0     | 0     | 0       | 0     | 0     | --       | --    | ----  | 17    | 4.0    | 2        | 0        | 3     | 0    | 0     | 1        | 0     | 0     | 1     | 1        | 2.25     | 1.25    |
| 1969년      | 한큐        | 15    | 0     | 0     | 0     | 0       | 1     | 0     | --       | --    | 1.000 | 112   | 27.1   | 26       | 3        | 6     | 1    | 0     | 21       | 0     | 0     | 10    | 8        | 2.67     | 1.17    |
| 1970년      | 한큐        | 17    | 2     | 0     | 0     | 0       | 0     | 0     | --       | --    | ----  | 140   | 33.2   | 33       | 6        | 8     | 0    | 1     | 32       | 0     | 0     | 20    | 19       | 5.03     | 1.22    |
| 1971년      | 한큐        | 12    | 0     | 0     | 0     | 0       | 1     | 0     | --       | --    | 1.000 | 68    | 16.0   | 15       | 3        | 6     | 0    | 1     | 12       | 1     | 0     | 6     | 6        | 3.38     | 1.31    |
| 1972년      | 한큐        | 34    | 6     | 3     | 0     | 1       | 8     | 4     | --       | --    | .667  | 414   | 103.1  | 89       | 17       | 24    | 0    | 2     | 72       | 2     | 0     | 40    | 38       | 3.32     | 1.09    |
| 1973년      | 한큐        | 39    | 18    | 1     | 0     | 0       | 8     | 9     | --       | --    | .471  | 572   | 138.2  | 131      | 19       | 45    | 2    | 1     | 71       | 2     | 2     | 55    | 47       | 3.04     | 1.27    |
| 1974년      | 한큐        | 41    | 5     | 1     | 0     | 0       | 6     | 6     | 8        | --    | .500  | 493   | 120.1  | 101      | 13       | 44    | 4    | 3     | 69       | 1     | 2     | 51    | 46       | 3.45     | 1.20    |
| 1975년      | 한큐        | 26    | 14    | 8     | 3     | 0       | 11    | 5     | 0        | --    | .688  | 522   | 125.1  | 113      | 17       | 43    | 2    | 1     | 57       | 0     | 0     | 51    | 44       | 3.17     | 1.24    |
| 1976년      | 한큐        | 28    | 23    | 7     | 3     | 0       | 12    | 5     | 1        | --    | .706  | 639   | 152.1  | 139      | 19       | 60    | 2    | 2     | 76       | 0     | 0     | 68    | 66       | 3.91     | 1.31    |
| 1977년      | 주니치      | 26    | 22    | 1     | 0     | 0       | 6     | 7     | 0        | --    | .462  | 527   | 118.1  | 125      | 21       | 55    | 3    | 4     | 77       | 0     | 0     | 64    | 61       | 4.65     | 1.52    |
| 1978년      | 주니치      | 29    | 18    | 2     | 1     | 0       | 5     | 6     | 0        | --    | .455  | 502   | 113.2  | 115      | 17       | 52    | 1    | 2     | 56       | 0     | 1     | 61    | 50       | 3.91     | 1.47    |
| 1979년      | 주니치      | 16    | 8     | 1     | 0     | 0       | 2     | 3     | 0        | --    | .400  | 213   | 53.0   | 49       | 6        | 14    | 0    | 0     | 24       | 0     | 0     | 21    | 19       | 3.23     | 1.19    |
| 1980년      | 주니치      | 29    | 22    | 1     | 0     | 0       | 7     | 6     | 1        | --    | .538  | 563   | 137.1  | 131      | 15       | 36    | 0    | 1     | 76       | 0     | 0     | 58    | 52       | 3.42     | 1.22    |
| 1981년      | 주니치      | 7     | 4     | 0     | 0     | 0       | 0     | 3     | 0        | --    | .000  | 75    | 15.1   | 26       | 3        | 9     | 0    | 0     | 4        | 1     | 0     | 17    | 14       | 8.40     | 2.28    |
| 통산 : 17년 | 통산 : 17년 | 332   | 145   | 25    | 7     | 1       | 67    | 57    | 10       | --    | .540  | 4935  | 1176.0 | 1117     | 162      | 412   | 15   | 18    | 665      | 7     | 5     | 538   | 485      | 3.71     | 1.30    |